# Le Plessis-Grammoire
 Le Plessis-Grammoire  es una población y comuna francesa, en la región de Países del Loira, departamento de Maine y Loira, en el distrito de Angers y cantón de Angers-Est.
Su población en el censo de 1999 era de 2.013 habitantes.
Está integrada en la Communauté d’agglomération Angers Loire Métropole , integrada a su vez en el Pays Loire-Angers.

## Demografía
| 790 | 780 | 1157 | 1545 | 1718 | 2013 |
| Para los censos de 1962 a 1999 la población legal corresponde a la población sin duplicidades (Fuente: INSEE [Consultar]) |     |      |      |      |      |